# Chubby Cox
John Arthur «Chubby» Cox III (Filadelfia, Pensilvania; 29 de diciembre de 1955) es un exjugador de baloncesto estadounidense que disputó una temporada en la NBA, además de hacerlo en la CBA y en Venezuela. Con 1,88 metros de estatura, juega en la posición de escolta. Su hermana, Pam, es la mujer del exjugador Joe Bryant, lo que le convierte en tío de Kobe Bryant. También un hijo suyo, John Cox, es jugador profesional, siendo internacional por Venezuela.

## Trayectoria deportiva

### Universidad
Jugó durante dos temporadas con los Universidad de Wildcats de la Universidad de Villanova, para posteriormente ser transferido a los Dons de la Universidad de San Francisco, donde jugó otros dos años, siendo en ambos elegido en el segundo mejor quinteto de la West Coast Conference, tras promediar 9,4 puntos y 5,4 asistencias y 13,8 y 5,4 respectivamente.

### Profesional
Fue elegido en el puesto 159 del Draft de la NBA de 1978 por Chicago Bulls, pero fue despedido antes del inicio de la temporada, marchándose a jugar a la CBA donde promedió 21,6 puntos en tres temporadas. Jugó posteriormente en Venezuela.
En enero de 1983 fichó como agente libre por los Washington Bullets, con los que jugó siete partidos, promediando 4,1 puntos y 1,4 rebotes.

## Estadísticas de su carrera en la NBA

### Temporada regular
| Temporada | Edad | Equipo             | Liga | P | TIT | MIN  | TC  | TCA | %TC  | 3P  | 3PA | %3P  | TL  | TLA | %TL  | R.OF. | R.DEF. | REB | ASIS | ROB | TAP | PER | FP  | PTS |
| 1982-83   | 27   | Washington Bullets | NBA  | 7 | 0   | 11.1 | 1.9 | 5.3 | .351 | 0.0 | 0.3 | .000 | 0.4 | 0.9 | .500 | 1.0   | 0.4    | 1.4 | 0.9  | 0.0 | 0.1 | 1.3 | 2.3 | 4.1 |
| Total     |      |                    | NBA  | 7 | 0   | 11.1 | 1.9 | 5.3 | .351 | 0.0 | 0.3 | .000 | 0.4 | 0.9 | .500 | 1.0   | 0.4    | 1.4 | 0.9  | 0.0 | 0.1 | 1.3 | 2.3 | 4.1 |